# Turritopsis

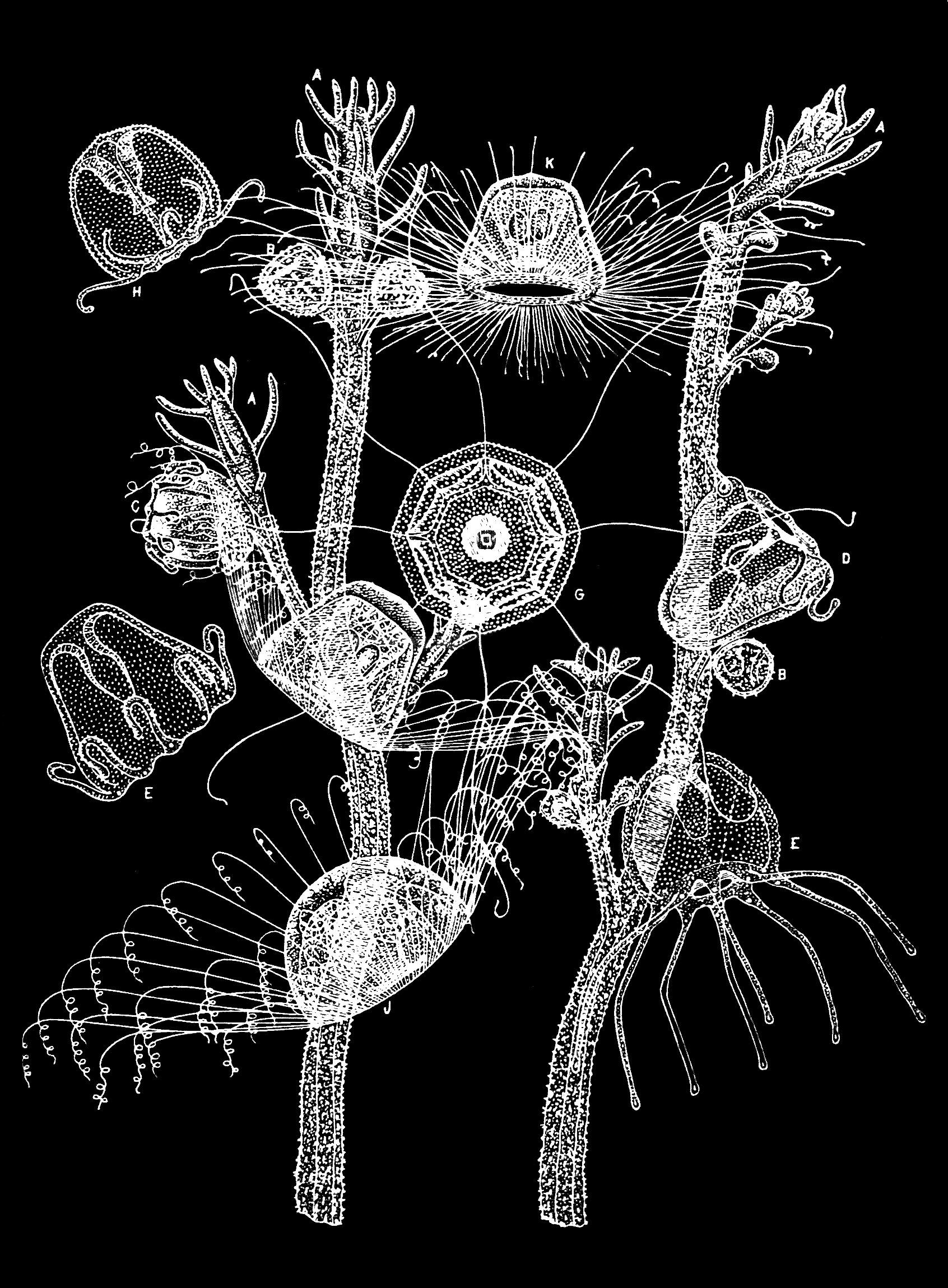
Lebenszyklus von Turritopsis: zwei Äste der baumartigen Kolonie mit je einer fressenden Hydra (A) an der Spitze. Die Knospen an der Basis der Hydra (bei B) lösen sich schließlich ab und wachsen zu erwachsenen Quallen (K) heran.

Turritopsis ist eine Hydrozoen-Gattung in der Familie der Oceaniidae. An manchen Orten wie am Ärmelkanal und in Neuseeland können Turritopsis Arten durch ihre rote Färbung auffallen und sind damit Strandgängern, Fischern und Naturliebhabern bekannt. Seit einigen Jahren haben sie durch ihre Fähigkeit ihren Lebenszyklus vom Erwachsenen- ins Jugendstadium umzukehren, als potentiell unsterbliche Quallen den Weg in Zeitungen und Wissenschaftsjournale gefunden.

## Merkmale
Im Polypenstadium bilden Turritopsis Arten aufrechte, verzweigte Hydroiden-Kolonien. Die Polypenköpfchen (Hydranthen) sind spindel- bis keulenförmig, ihre fadenförmigen Tentakeln, sind über einen großen Teil des Hydranthenkörpers verstreut. Die Medusenknospen (Gonophoren) entwickeln sich auf den Stielen (Hydrocauli) in einer mit Perisarc eingehüllten Region und werden als Medusen freigesetzt.
Die vier Lippen der Medusen sind mit zahlreichen runden Gruppen von sessilen Nesselzellen (Nematocysten) besetzt. Die Tentakel sind zahlreich und gleichmäßig verteilt. Die Ocellen (Augen) sitzen adaxial an der Tentakelbasis. Große Turritopsis Medusen ähneln Oceania Medusen, allerdings sind die Nesselzellen-Gruppen entlang des Mundes bei Oceania deutlich gestielt und bei Turritopsis ohne deutlich erkennbaren Stiel.

## Verbreitung
Medusen der Arten der Gattung Turritopsis kommen weltweit in gemäßigten bis tropischen Gewässern vor.

## Systematik
Die meisten Arten wurden als Synonyme vom Turritopsis nutricula angesehen oder für Turritopsis nutricula gehalten, Turritopsis nutricula schien damit weltweit verbreitet. Das Problem ist, dass die Beschreibungen oftmals alleine auf dem Polypen- oder Medusenstadium beruhen und der gesamte Lebenszyklus nur unzureichend bekannt ist. Allerdings können fast identische Hydroiden sehr unterschiedliche Medusen hervorbringen, manchmal sogar über Familiengrenzen hinweg. Eine Überprüfung anhand morphologischer und reproduktiver Merkmale, die durch molekulare Untersuchungen bestätigt wurden, hat jedoch gezeigt, dass es sich um mehrere verschiedene, gültige Arten handelt. Die Situation der Japanischen Turritopsis ist besonders komplex. Alle Populationen sind deutlich von Turritopsis nutricula verschieden. Eine von ihnen, wahrscheinlich Turritopsis pacifica, ist eng mit Turritopsis rubra verwandt. Eine zweite Klade, potentiell unbeschrieben, entwickelt kleinere Medusen als Turritopsis pacifica. Die dritte Japanische Gruppe ist identisch mit der im Mittelmeer verbreiteten Art Turritopsis dohrnii und wurde wahrscheinlich durch menschliche Aktivität eingeschleppt. Die Japanischen Turritopsis werden auch als kleine südliche Morphe und nördliche große Morphe geführt, hier sind weitere Untersuchungen notwendig.
Turritopsis ist monophyletisch, in der Gattung sind 7 Arten beschrieben:
- Turritopsis dohrnii (Weismann, 1883) – Mittelmeer[1]
- Turritopsis lata Lendenfeld, 1885
- Turritopsis minor (Nutting, 1906)
- Turritopsis nutricula McCrady, 1857 – Nordwestlicher Atlantik, Neuengland bis Brasilien[1]
- Turritopsis pacifica Maas, 1909 – Nördliches Japan (große Morphe), die kleine Morphe (eventuell andere Art) südliches Japan.
- Turritopsis polycirrha (Keferstein, 1862)
- Turritopsis rubra (Farquhar, 1895) – Neuseeland und Tasmanien[1]